# 1768 en philosophie
Chronologie de la philosophie
- 1764
- 1765
- 1766
- 1767
- 1768
- 1769
- 1770
- 1771
- 1772

L’année 1768 a été marquée, en philosophie, par les événements suivants :

## Publications
- Jacques-Henri Meister : De l’origine des principes religieux' (gallica.bnf.fr dans Gallica).

- Francesco Mario Pagano se distingue en rédigeant une critique politique de toute la législation romaine. Dans ce travail, on discerne l'influence du philosophe français Montesquieu en particulier et celle des Lumières en général. L'originalité, avec une part d'audace, de ses thèses vaut, par la suite, à Pagano d'avoir beaucoup d'ennemis et, bien qu'il bénéficie des faveurs de la Cour, il finit par être emprisonné. Ses écrits, soupçonnés d'hérésie, sont soumis à un examen théologique qui s'avère à son avantage, et il est donc libéré.

- Joseph Priestley : Essay on the First Principles of Government.

- Antoine-Jacques Roustan : 
  - Lettres sur l'état présent du christianisme et la conduite des incrédules, C. Heydinger, 1768 (lire en ligne)
  - (de) Briefe über den heutigen Zustand des Christenthumes und das Betragen der Ungläubigen, 1768

- Emanuel Swedenborg : L’amour vraiment conjugal (Delitiae Sapientiae de Amore Conjugiali, 1768. Trad. : Les délices de la sagesse, sur l'amour conjugal ; à la suite sont placées les voluptés de l'amour scortatoire, trad. J.F.E. Le Boys des Guays, Paris, 1887. Texte en ligne sur Gallica